# Гостун
 Тази статия е за прабългарския владетел.  За селото в Югозападна България вижте Гостун (село).  За морския нос вижте Гостун (нос).
Гостун е сред прабългарските владетели, изброени в Именника на българските ханове. Това е и единственият източник за Гостун, който е посочен като „наместник“ от рода Ерми на аварския хаган.
Управлява в продължение на 2 години след Ирник и преди Курт, започвайки от „дохс твирем“. Повечето съвременни историци определят периода на управлението му като 628 – 630 г. или 603 – 605 г.
Някои изследователи отъждествяват Гостун с известния от други източници Органа, чичо на Кубрат, докато други отхвърлят такава връзка.

## Памет
Името на Гостун носи морският нос „Гостун“ на остров Сноу, част от Южните Шетландски острови, Антарктика.